# Bert+Samira=sant?
Bert + Samira = Sant? är en barn- och ungdomsbok i dagboksform av de svenska författarna Anders Jacobsson och Sören Olsson, utgiven av Rabén & Sjögren 13 juni 2007. Boken är den första delen i den nya serien om Bert Ljung, fast den är den tredje skrivna. Bert + Samira = Sant? utspelar sig liksom de tidigare skrivna böckerna Bert och kalla kriget och Bert och Heman Hunters under 2000-talet. Bert är i denna bok 12 år gammal. ISBN 9789129666205. Som standard inleder Bert med "Tjenare!" och avslutar med berömda "Tack och hej – leverpastej".

## Bokomslag
Omslaget visar Bert som håller i en dartpil. I bakgrunden ser man en darttavla format som ett hjärta och två skyltar. På den ena skylten står det "1:a pris: SAMIRA" och på den andra skylten står det "2:a pris: NALLEBJÖRN.

## Handling
Boken handlar om Bert Ljung under det kalenderår han fyller 12, och just har börjat höstterminen i 6:an. Han tror att han kommer att få bestämma på skolan, för innan har det varit sexorna som bestämt. Dock finns två parallellklasser, 6 A och 6 B, som ställs mot varandra. I 6 B går Samira som Bert är kär i. Genom att placera Bert i A-klassen används i princip samma parallellklasskoncept som originalböckerna.

### Fotnoter
1. ↑  ”Bert+Samira=sant?” (på engelska). Worldcat. 14 mars 2007. https://www.worldcat.org/title/bert-samira-sant/oclc/185241537&referer=brief_results. Läst 30 mars 2015.